# 29 сентября
29 сентября — 272-й день года (273-й в високосные годы) по григорианскому календарю.
До конца года остаётся 93 дня.
До 15 октября 1582 года — 29 сентября по юлианскому календарю, с 15 октября 1582 года — 29 сентября по григорианскому календарю.
В XX и XXI веках соответствует 16 сентября по юлианскому календарю.

## Праздники и памятные дни
См. также: Категория:Праздники 29 сентября

### Национальные
- Иран — День пожарного.

### Религиозные
Православие
 — Память великомученицы Евфимии Всехвальной (304 год);
 — память священномученика Григория Раевского, пресвитера (1937 год);
 — память священномученика Сергия Лосева, пресвитера (1942 год);
 — воспоминание перенесения мощей праведного Алексия Московского (2001 год);
 — память святителя Московского Киприана, всея России чудотворца (1406 год);
 — память преподобного Кукши Одесского, исповедника (1964 год);
 — память мученицы Севастианы Гераклейской (86-96 годы);
 — память мученицы Мелитины Маркианопольской (138-161 годы);
 — память мучеников Виктора и Сосфена (около 304 года);
 — память преподобного Дорофея, пустынника Египетского (IV век);
 — память мученицы Людмилы, княгини Чешской (927 год);
 — память мучеников братьев Иосифа и Исаака (808 год) (Груз.);
 — память преподобного Прокопия, игумена Сазавского (1053 год);
 — празднование иконы Божьей матери, именуемой «Призри на смирение» (1420 год).
 Католическая церковь
 — День святого Михаила.

### Именины
- Православные: Виктор, Дорофей, Иосиф, Исаак, Куприян (Киприан), Людмила[6], Сергей[7].
- Католические: Михалина[6], Михаил[8].

## События
См. также: Категория:События 29 сентября

### До XVII века
- 496 — Иоанн II Мела стал патриархом Александрийским.
- 518 — Севир, патриарх Антиохийский, смещён синодом за монофизитство.
- 1364 — произошла Битва при Оре, положившая конец Войне за бретонское наследство.
- 1399 — король Англии Ричард II отрекается от престола.
- 1567 — в ночь с 29 на 30 сентября произошла Мишелада, ставшая одной из причин начала Второй гугенотской войны.

### XVII век
- 1621 — заключён Хотинский договор, по которому Польша обязалась перед Турцией удерживать запорожских казаков от набегов на Крым.
- 1650
  - Генри Робинсон (Henry Robinson) открыл в Лондоне первое в мире брачное агентство.
  - Голландия признала права Англии на остров Лонг-Айленд (Северная Америка).
- 1655 — Русско-польская война (1654—1667): русско-запорожские войска одержали победу над польским войском в Битве под Городком.
- 1669 — в Соборе Святых Станислава и Вацлава Михаил Корибут Вишневецкий коронован Королём Польским и Великим князем Литовским.

### XVIII век
- 1717 — произошло Гватемальское землетрясение 1717 года[англ.], частично разрушившее город Антигуа-Гуатемала, столицу Генерал-капитанства Гватемала.
- 1736 — дан указ об очистке реки Мойки и устройстве постоянной набережной.
- 1739 — по Белградскому мирному договору Россия получила от Турции Азов и Очаков.
- 1793 — в английском спортивном журнале впервые упомянуто об игре в теннис.
- 1794 — в ходе Восстания Костюшко произошёл бой у Лабишина победу в котором одержали войска Яна Домбровского.

### XIX век
- 1809 — граф Н. П. Румянцев назначен государственным канцлером Российской империи.
- 1815 — король Нидерландов Виллем I основал Орден Нидерландского льва.
- 1818 — открылся Ахенский конгресс.
- 1820 — Франсиско Рамирес основал Республику Энтре-Риос, став её первым верховным правителем.
- 1829 — в Лондоне по приказу тогдашнего министра внутренних дел Роберта Пиля создана гражданская полиция, впоследствии — Скотланд-Ярд.
- 1833 — смерть короля Испании Фернандо VII стала началом Первой Карлистской войны.
- 1842 — Уильям Хенсон опубликовал проект самолёта с паровым двигателем, на который он 28 марта 1842 года зарегистрировал патентную заявку.
- 1853 — близ Шотландии разбилось на скалах парусное судно «Annie Jane». В кораблекрушении погибли 348 человек.
- 1864
  - В ходе Гражданской войны в США произошло Сражение у Чаффинс-Фарм.
  - Подписан Лиссабонский договор[исп.], установивший современные границы между Испанией и Королевством Португалия.
- 1885 — в Блэкпуле начали ходить первые в Англии электрические трамваи.
- 1887 — основан футбольный клуб «Гамбург».
- 1897 — впервые исполнено танго. Произошло это в Буэнос-Айресе, в театре «Олимпо», на премьере спектакля «Креольский суд».

### XX век
- 1907 — в Петербурге торжественно открыто регулярное трамвайное движение.
- 1913 — французский лётчик Морис Прево (Maurice Prévost) на самолёте «Deperdussin» впервые превысил скорость 200 км/ч.
- 1916 — Джон Рокфеллер, основатель компании «Standard Oil», стал первым в мире бизнесменом-миллиардером.
- 1918 — капитуляция Болгарии в Первой мировой войне.
- 1922 — из Петрограда отплыл пароход «Обербургомистр Хакен», пассажирами которого были философы Н. А. Бердяев, С. Л. Франк, И. А. Ильин, С. Е. Трубецкой, Б. П. Вышеславцев, А. А. Кизеветтер, М. А. Ильин (Осоргин), М. М. Новиков, А. И. Угримов, В. В. Зворыкин, Н. А. Цветков, И. Ю. Баккал, проф. МВТУ В. И. Ясинский и др., изгнанные из СССР. Эта акция в публицистике получила название «Философский пароход».
- 1923 — вступил в действие английский мандат над Палестиной.
- 1926 — закрыта и провозглашена музеем Киево-Печерская лавра.
- 1930 — Джордж Бернард Шоу отказался принять титул пэра.
- 1937 — начало продолжительного полёта дирижабля «СССР В-6» (130 час. 27 мин).
- 1938
  - Приговорён к казни украинский писатель, бандурист Гнат Хоткевич.
  - Составлено Мюнхенское соглашение.
- 1939 Эстония предоставила Советскому Союзу свои порты на Балтийском море согласно пакту о взаимопомощи между СССР и Эстонией.
- 1941 ― начало убийств в Бабьем Яру. За два дня в оврагах Бабьего Яра вблизи Киева было истреблено около 60000 человек, в основном ― евреев — мирных жителей Киева, также цыган; а также ― советских военнопленных.
- 1943 — токийский суд приговорил русского разведчика Рихарда Зорге к казни.
- 1951 — открыт 12-й спутник Юпитера — Ананке.
- 1954 — основана Европейская организация по ядерным исследованиям.
- 1957 — радиационная авария на предприятии «Маяк».
- 1963
  - Советская атомная подводная лодка «К-181» всплыла на Северном полюсе.
  - Группа «The Rolling Stones» начала своё первое английское турне, завершив его 3 ноября.
- 1964 — пущен первый агрегат Нововоронежской АЭС.
- 1968 — испанский тенор Пласидо Доминго дебютировал в зале «Метрополитен-опера».
- 1973 — во время землетрясения в Мексике погибло 700 человек.
- 1983 — состоялся первый полёт самолёта Ан-74.
- 1984 — встреча бригад Александра Бондаря и Ивана Варшавского на разъезде Балбухта; после укладки последнего, «золотого» звена открыто сквозное движение поездов на всём протяжении Байкало-Амурской магистрали.
- 1986 — советский астроном Людмила Карачкина открыла два астероида, которым были присвоены имена «Раневская» и «Остапбендер».
- 1988 — Нобелевская премия мира присуждена миротворческим силам ООН.
- 1990
  - Чукотский автономный округ объявил о выходе из Магаданской области и провозгласил себя республикой.
  - В Казахстане русскоязычным регионам разрешено вводить казахский язык в качестве официального постепенно в период до 2000 года.
  - Первый полёт F-22, американского истребителя пятого поколения.
- 1991
  - Первая посадка военного лётчика Тимура Апакидзе на Су-27К на палубу ТАКР «Адмирал Кузнецов».
  - Переворот в Республике Гаити, военные сместили президента Жана-Бертрана Аристида.
- 1992 — Палата депутатов Национального конгресса Бразилии проголосовала за импичмент президента Фернанду Колора ди Мелу
- 1993 — Борис Ельцин объявил депутатам Верховного Совета требование покинуть Белый дом до 4 октября.
- 1994 — основан Народный союз Эстонии.
- 1998 — финансовый кризис в Японии привёл к самому крупному после второй мировой войны банкротству. О нём объявила лизинговая компания «Джапан лизинг корпорэйшн», долги которой превысили 16 млрд долл.

### XXI век
- 2001 — гражданам России разрешено открывать счета в иностранных банках.
- 2006 — столкновение над Мату-Гросу (Бразилия), 154 жертвы. Катастрофа привела к кризису гражданской авиации в Бразилии в 2006—2007 годах.
- 2013 — боевики «Боко харам» открыли стрельбу в сельскохозяйственном колледже в Нигерии, 44 жертвы.

## Родились
См. также: Категория:Родившиеся 29 сентября

### До XVIII века
- 106 до н. э. — Гней Помпей Великий (ум. 48 до н. э.), римский военачальник и неоднократный консул республики.
- 1511 — Мигель Сервет (ум. 1553), испанский мыслитель, врач, учёный.
- 1518 — Тинторетто (наст. имя Якопо Робусти Тинторетто; ум. 1594), итальянский художник.
- 1547 — Мигель де Сервантес Сааведра (ум. 1616), испанский писатель.
- 1548 — Вильгельм V (ум. 1626), герцог Баварии (1579—1597).
- 1571 — Микеланджело Меризи да Караваджо (ум. 1610), итальянский живописец.
- 1618 — Михаэль Свертс (ум. 1664), южнонидерландский (фламандский) живописец и гравёр.

### XVIII век
- 1703 — Франсуа Буше (ум. 1770), французский живописец, гравёр, декоратор.
- 1718 — граф Никита Панин (ум. 1783), русский дипломат, государственный деятель, президент Коллегии иностранных дел (1763—1781).
- 1758 — Горацио Нельсон (ум. 1805), английский флотоводец, вице-адмирал.
- 1795 — Кондратий Рылеев (казнён в 1826), русский поэт, общественный деятель, декабрист.

### XIX век
- 1810 — Элизабет Гаскелл (ум. 1865), английская писательница, биограф Ш. Бронте.
- 1817 — Александр Сухово-Кобылин (ум. 1903), русский драматург, философ, переводчик.
- 1820 — Иван Забелин (ум. 1909), русский историк и археолог, автор «Истории Москвы».
- 1823 — Людвик Кондратович (ум. 1862), польский и белорусский поэт, переводчик, драматург.
- 1843 — Михаил Скобелев (ум. 1882), русский военачальник, генерал от инфантерии, генерал-адъютант.
- 1845 — Иван Карпенко-Карый (наст. фамилия Тобилевич; ум. 1907), украинский писатель («Наймичка», «Бесталанная» и др.).
- 1864 — Мигель де Унамуно (ум. 1936), испанский философ и писатель.
- 1866 — Михаил Грушевский (ум. 1934), украинский историк, политик, общественный деятель, 1-й председатель Украинской Центральной Рады (1917—1918).
- 1867 — Вальтер Ратенау (убит в 1922), германский промышленник, министр иностранных дел (в 1922).
- 1875 — Александр Коновалов (ум. 1949), русский промышленник, политик, депутат IV Госдумы, министр промышленности и торговли Временного правительства, крупный деятель Русского зарубежья.
- 1896 — Александр Кусиков (ум. 1977), российский поэт-имажинист, автор романсов, эмигрант.
- 1898 — Трофим Лысенко (ум. 1976), советский биолог, академик, организовавший в СССР борьбу с классической генетикой.
- 1899
  - Артём Весёлый (наст. имя Николай Кочкуров; расстрелян в 1938), советский писатель («Россия, кровью умытая» и др.).
  - Евгений Габрилович (ум. 1993), советский писатель, драматург и сценарист.

### XX век
- 1901 ― Энрико Ферми (ум. 1954), итальянский физик, лауреат Нобелевской премии по физике (1938).
- 1904
  - Грир Гарсон (ум. 1996), британская актриса, звезда Голливуда, лауреат премий «Оскар» и «Золотой глобус».
  - Николай Островский (ум. 1936), советский писатель («Как закалялась сталь», «Рождённые бурей»).
- 1907 — Орвон Джин Отри (ум. 1998), американский певец, исполнитель кантри, актёр.
- 1912 ― Микеланджело Антониони (ум. 2007), итальянский кинорежиссёр и сценарист, лауреат «Оскара» и др. наград.
- 1913
  - Стэнли Крамер (ум. 2001), американский кинорежиссёр и продюсер, обладатель премии BAFTA, двух «Золотых глобусов».
  - Сильвио Пиола (ум. 1996), итальянский футболист, чемпион мира (1938).
- 1916 — Тревор Ховард (ум. 1988), английский актёр театра, кино и телевидения, обладатель премий BAFTA и «Эмми».
- 1920 — Питер Митчелл (ум. 1992), английский биохимик, лауреат Нобелевской премии по химии (1978).
- 1927 — Адемар Феррейра да Силва (ум. 2001), бразильский легкоатлет, двукратный олимпийский чемпион в тройном прыжке (1952, 1956).
- 1931
  - Джеймс Уотсон Кронин (ум. 2016), американский физик-экспериментатор, лауреат Нобелевской премии (1980).
  - Андрей Соколов (ум. 2007), советский и российский художник-фантаст, архитектор.
  - Анита Экберг (ум. 2015), шведская киноактриса и фотомодель, обладательница «Золотого глобуса».
- 1932 — Роберт Бентон (ум. 2025), американский кинорежиссёр и сценарист, обладатель трёх «Оскаров».
- 1933 — Самора Машел (погиб в 1986), первый президент Мозамбика (1975—1986).
- 1935
  - Милен Демонжо (наст. имя Мари-Элен Демонжо, ум. в 2022), французская актриса кино, телевидения и театра.
  - Джерри Ли Льюис (ум. в 2022), американский певец, пианист и композитор, один из основоположников рок-н-ролла.
- 1936
  - Сильвио Берлускони (ум. 2023), итальянский политик и предприниматель, трижды бывший председателем Совета министров Италии.
  - Алла Демидова, актриса театра и кино, чтец, педагог, народная артистка РСФСР.
- 1937 — Инга Андроникова (ум. 1994), советский этнограф, исследователь и собиратель фольклора и мифологии русских цыган.
- 1939 — Фикрет Абдич, боснийский политик, президент непризнанной Республики Западная Босния (1993—1995).
- 1940 — Архиепископ Антоний (Москаленко) (ум. 2025), Архиерей Русской Православной Церкви на покое, бывший Архиепископ Уральский.
- 1941 — Фред Уэст (покончил с собой в 1995), британский серийный убийца.
- 1943 — Лех Валенса, польский политик, лауреат Нобелевской премии мира (1983), президент Польши (1990—1995).
- 1946 — Дмитрий Крылов, российский тележурналист, актёр, режиссёр, телеведущий.
- 1948
  - Виктор Кровопусков, советский фехтовальщик, саблист, 4-кратный олимпийский чемпион, 7-кратный чемпион мира.
  - Марк Фредрик Фарнер, американский певец, гитарист, автор песен, основатель рок-группы Grand Funk Railroad.
- 1953 — Ирина Грибулина, советский и российский композитор, поэтесса и певица.
- 1956 — Юрий Мороз (ум. 2025), советский и российский актёр театра и кино, кинорежиссёр, сценарист и кинопродюсер.
- 1957 — Ирина Савина, советская и российская актриса театра, кино и озвучивания.
- 1963 — Дэйв Андрейчук, канадский хоккеист, обладатель Кубка Стэнли (2004).
- 1965 — Эльвира Данилина, российская актриса театра и кино, театральный режиссёр.
- 1967
  - Юити Акасака, японский конькобежец, 5-кратный чемпион мира.
  - Ольга Толстецкая, советская и российская актриса театра и кино, журналистка, автор киносценариев.
- 1971 — Дельфин (наст. имя Андрей Лысиков), российский певец, рэпер, музыкант, автор песен, продюсер.
- 1973 — Константин Выборнов, российский спортивный журналист и телеведущий.
- 1976 — Андрей Шевченко, украинский футболист, тренер сборной Украины.
- 1984 — Пер Мертезакер, немецкий футболист, чемпион мира (2014).
- 1988 — Кевин Дюрант, американский баскетболист, двукратный чемпион НБА, двукратный олимпийский чемпион (2012, 2016), чемпион мира (2010).
- 1989
  - Евгений Коноплянка, украинский футболист.
  - Лора Пил, австралийская фристайлистка, двукратная чемпионка мира в акробатике (2015, 2021).

## Скончались
См. также: Категория:Умершие 29 сентября

### До XX века
- 1276 — Киприан Устюжский, преподобный, основатель Архангельского Устюжского монастыря.
- 1494 — Анджело Полициано (р. 1454), итальянский поэт, автор первой итальянской светской пьесы.
- 1530 — Андреа дель Сарто (р. 1486), итальянский живописец флорентийской школы.
- 1560 — Густав I Васа (р. 1496), король Швеции (1523—1560).
- 1833 — Фердинанд VII (р. 1784), король Испании (1808 и 1814—1833).
- 1839 — Карл Фридрих Христиан Моос (р. 1773), немецкий минералог и геолог.
- 1861 — Абель де Пюжоль (р. 1785), французский художник исторического жанра.
- 1884 — Степан Славутинский (р. 1821), русский писатель, беллетрист.

### XX век
- 1902 — Эмиль Золя (р. 1840), французский писатель.
- 1910 — Уинслоу Хомер (р. 1836), художник и график, один из основоположников американской реалистической живописи.
- 1913 — Рудольф Дизель (р. 1858), немецкий инженер и изобретатель.
- 1925 — Леон Буржуа (р. 1851), французский политик, премьер-министр Франции (1895—1896), лауреат Нобелевской премии мира (1920).
- 1926 — Анджело Мазини (р. 1844), итальянский оперный певец (тенор).
- 1927
  - Артур Ахляйтнер (р. 1858), немецкий писатель, этнограф-любитель.
  - Виллем Эйнтховен (р. 1860), голландский физиолог, основоположник электрокардиографии, нобелевский лауреат (1924).
- 1930 ― Илья Репин (р. 1844), русский художник, живописец.
- 1937 — Рей Юри (р. 1873), американский прыгун, 8-кратный олимпийский чемпион.
- 1940 ― Эдуард Клапаред (р. 1873), швейцарский врач-невролог, один из пионеров детской психологии.
- 1941 — Вильмош Аба-Новак (р. 1894), венгерский художник и график.
- 1954 ― Александр Абашели (р. 1884), грузинский советский писатель-фантаст, поэт.
- 1973 — Уистен Хью Оден (р. 1907), англо-американский поэт, один из величайших поэтов XX века.
- 1977 — Александр Черепнин (р. 1899), русский и американский композитор, пианист, теоретик музыки.
- 1979 — Иван Вышнеградский (р. 1893), русский и французский композитор.
- 1991 — Георгий Марков (р. 1911), русский советский писатель, сценарист, драматург, журналист, военный корреспондент.
- 1996 — Альбер Эгпарс (р. 1900), бельгийский поэт, прозаик и критик.
- 1997 — Рой Лихтенштейн (р. 1923), американский художник, представитель поп-арта.

### XXI век
- 2001 — Нгуен Ван Тхьеу (р. 1923), вьетнамский генерал и политик, президент Южного Вьетнама (1965—1975).
- 2005
  - Патрик Колфилд (р. 1936), английский живописец и график.
  - Владимир Ланцберг (р. 1948), российский бард, писатель, поэт, педагог.
  - Геннадий Сарафанов (р. 1942), лётчик-космонавт СССР, Герой Советского Союза.
- 2010
  - Тони Кёртис (при рожд. Бернард Шварц; р. 1925), американский киноактёр.
  - Жорж Шарпак (р. 1924), французский физик, лауреат Нобелевской премии (1992).
- 2011
  - Татьяна Лиознова (р. 1924), кинорежиссёр, сценарист, педагог, народная артистка СССР.
  - Хелла Хаассе (р. 1918), нидерландская писательница.
- 2020 — Сабах аль-Ахмед аль-Джабер ас-Сабах (р. 1929), эмир Кувейта (2006—2020), глава династии ас-Сабах.

## Приметы
Ефимия. Чем теплее и суше будет на Ефимию, тем позднее наступит зима, а сильных холодов можно не бояться.